# Emy Bergamo
Emy Bergamo (Roma, 5 agosto 1985) è una showgirl e attrice italiana.

## Biografia
Nel 2006 è protagonista della commedia musicale Roma, regia di Fabio Luigi Lionello. Nel 2008 Pier Francesco Pingitore la sceglie come "primadonna" del suo show Vieni avanti cretino, andato in onda su Rete 4. Successivamente, partecipa al musical Poveri ma belli, regia di Massimo Ranieri, accanto a Bianca Guaccero. Nel 2008 partecipa alle miniserie TV Vita da paparazzo, regia di P. F. Pingitore, e Un ciclone in famiglia 4, regia di Carlo Vanzina. Dopo essere stata protagonista del cortometraggio Taglia corto (2005), regia di Pierfrancesco Campanella, nel 2008 debutta sul grande schermo con il lungometraggio L'allenatore nel pallone 2, regia di Sergio Martino. Nel 2010 è stata Rosetta nello storico musical Rugantino di Garinei e Giovannini, accanto a Enrico Brignano. Nella stagione 2017-2018 è a teatro con il celebre Aggiungi un posto a tavola, nel ruolo di Consolazione, accanto a Gianluca Guidi.

## Filmografia

### Cinema
- L'allenatore nel pallone 2, regia di Sergio Martino (2008)

### Televisione
- E io pago, regia di Pier Francesco Pingitore (2006)
- Vieni avanti cretino – serie TV (2008)
- Vita da paparazzo, regia di Pier Francesco Pingitore – miniserie TV (2008)
- Un ciclone in famiglia 4, regia di Carlo Vanzina – miniserie TV  (2008)
- Din Don - Una parrocchia in due, regia di Claudio Norza – film TV (2019)
- Din Don - Il ritorno, regia di Paolo Geremei – film TV (2019)
- Din Don - Un paese in due, regia di Paolo Geremei – film TV (2022)

### Cortometraggi
- Taglia corto!, regia di Pierfrancesco Campanella (2007)
- Punti di vista, regia di Pierluigi Di Lallo (2013)
- Già fatto!, regia di Pierluigi Di Lallo (2016)

## Teatro
- Love Musical, regia di Patrono Bertilla – musical (1999)
- Se il tempo fosse un gambero, regia di Elio Crifò (2000)
- Sette spose per sette fratelli, regia di Elio Crifò - Musical (2000)
- Grease, regia di Elio Crifò – musical (2000)
- Roma, regia di Fabio Luigi Lionello – commedia musicale (2006)
- Poveri ma belli, regia di Massimo Ranieri – musical (2008-2009)
- Rugantino, regia di Enrico Brignano – commedia musicale (2010)
- Albertazzi Puccini, con Giorgio Albertazzi (2012)
- Nemici di casa, testo e regia di Pino Ammendola (2012)
- Se il tempo fosse un gambero, regia di Saverio Marconi (2016)
- Aggiungi un posto a tavola di Garinei e Giovannini – commedia musicale (2018)
- Faust e la ricerca dell'eterna giovinezza, testo e regia di Stefano Reali, con Giampiero Ingrassia e Mimmo Ruggiero (2022)